# Illes Ashmore i Cartier
El Territori de les Illes Ashmore i Cartier (en anglès: Territory of Ashmore and Cartier Islands) està format per dos grups d'illes tropicals deshabitades situats a l'oceà Índic al nord-oest d'Austràlia i al sud d'Indonèsia. El grup està compost per l'escull Ashmore (illots oest, centre i est) i l'Illa Cartier, que tenen en total una extensió de 199,45 km². Encara que compten 74,1 km de costa, no hi ha ports o badies.
El territori és administrat des de Canberra. Se n'encarrega el Ministeri de Medi Ambient, que també es responsabilitza de l'administració dels territoris de l'Illa Christmas, les Illes Cocos, les Illes del Mar de Corall, la Badia Jervis i l'Illa Norfolk.